# Ilhas do Atlântico Sul
As ilhas e arquipélagos localizados no Atlântico Sul são, em sua maioria, possessões de países banhados por este oceano.
Algumas ilhas estão em disputa entre países da região sul-atlântica e outros de fora da região, tendo como caso mais conhecido o das Ilhas Malvinas. Muitas das atuais disputas existentes envolvem a soberania sobre ilhas, muitas vezes está mais relacionado ao controle da Zona Econômica Exclusiva adjacente, do que apenas ao território da ilha em questão[carece de fontes?].
A seguir, estão listadas as principais ilhas e arquipélagos de países banhados pelo Atlântico Sul ou de outros países, conforme a possessão territorial:
Zona Econômica Exclusiva: 131 397 km². Incluindo áreas reivindicadas: 160 000 km².

## Ilhas de países banhados pelo Atlântico
- São Tomé e Príncipe

### Ilhas do Brasil no Atlântico Sul

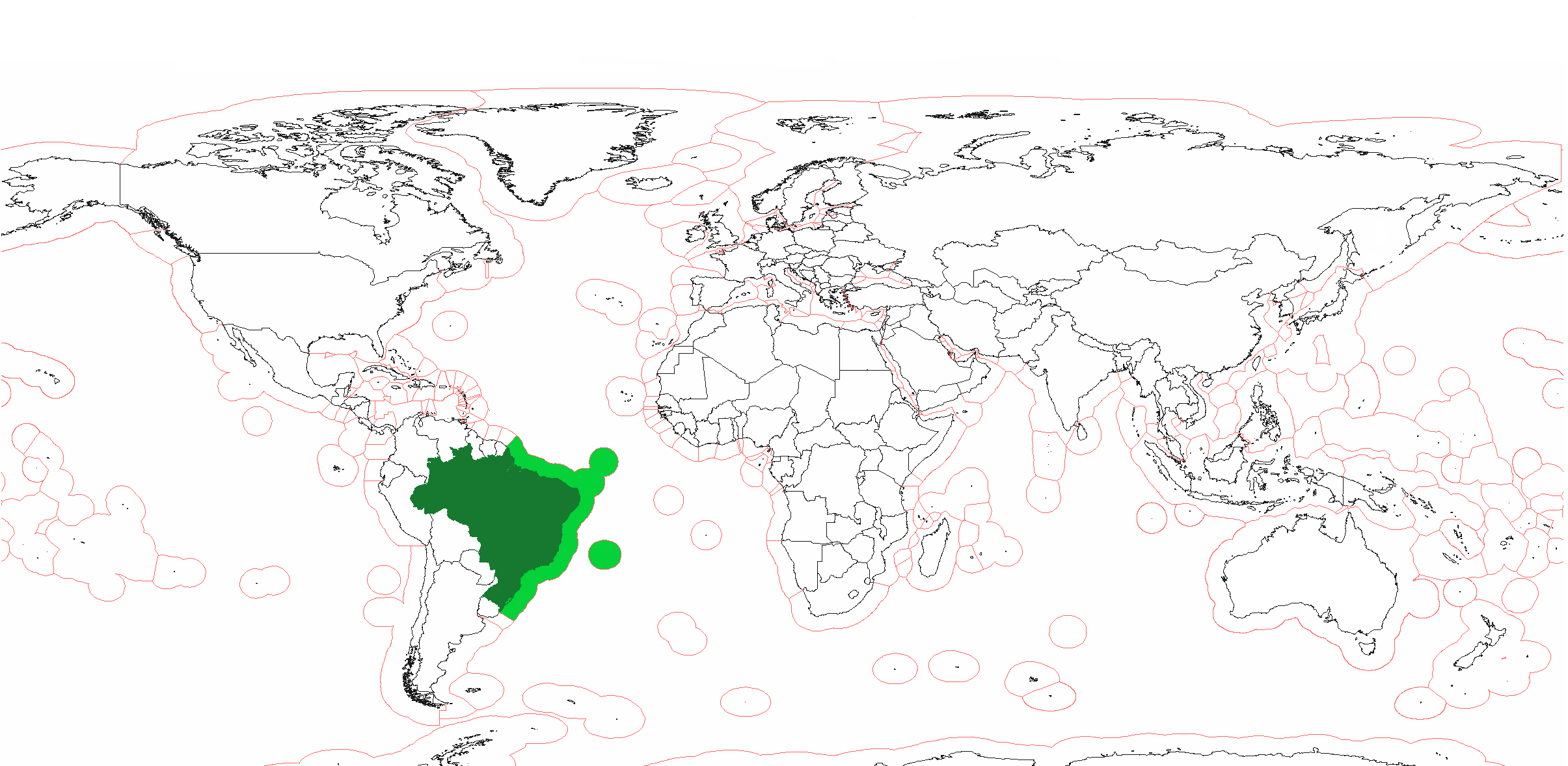
Zona Econômica Exclusiva do Brasil

- Fernando de Noronha Área: 26 km².
- Arquipélago de Abrolhos Área: 50 km² (5 ilhas).
- Trindade e Martim Vaz Área: 9,2 km².
- Arquipélago de São Pedro e São Paulo Área: 0,013 km².
- Atol das Rocas Área: 0,36 km².

### Ilhas da Argentina no Atlântico Sul

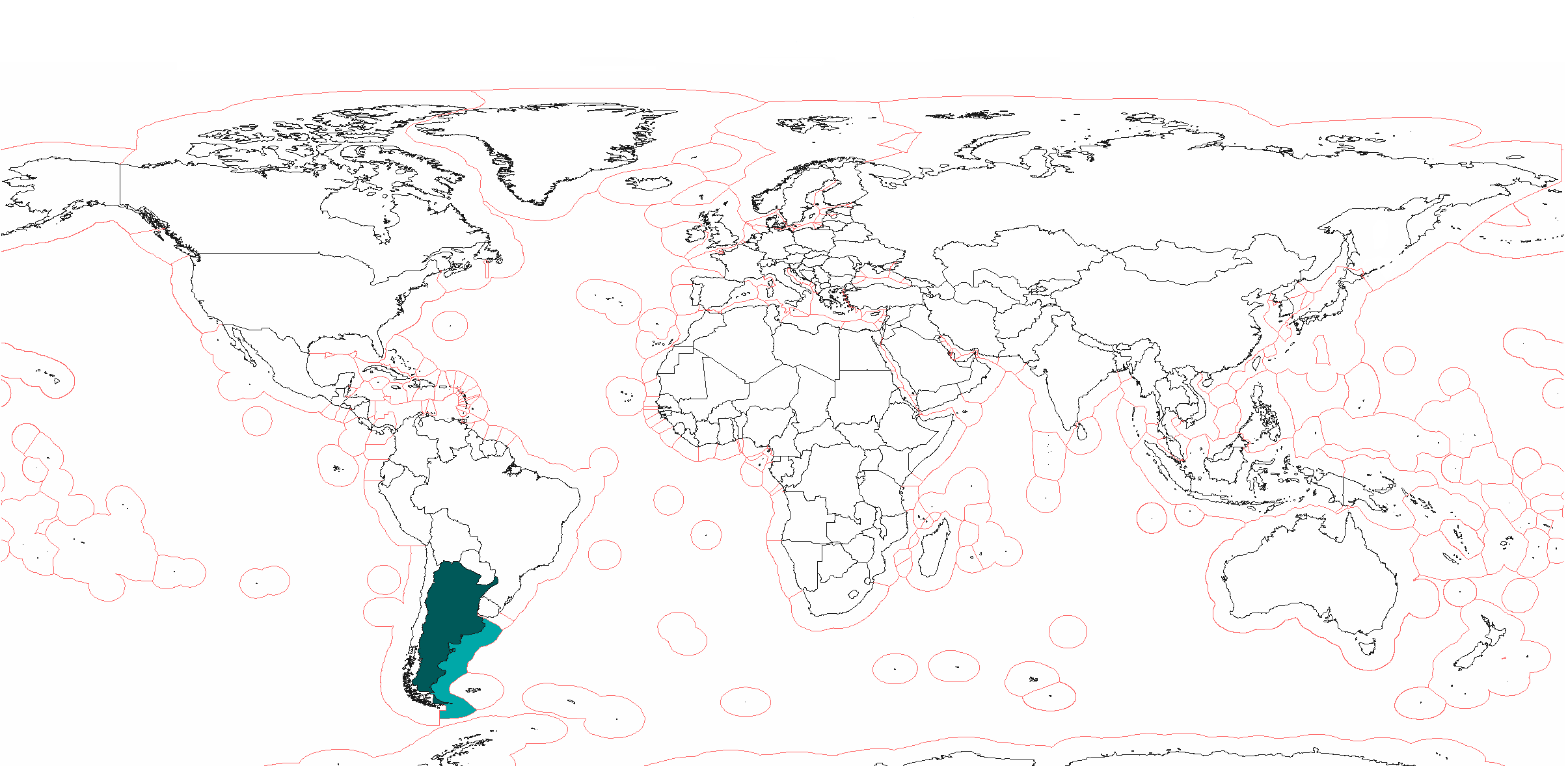
Zona Econômica Exclusiva da Argentina

- Território argentino da Ilha da Terra do Fogo Área: 18 507  km2
- Ilha dos Estados Área: 534 km²

Ilhas reivindicadas:
- Ilhas Malvinas
- Ilhas Geórgia do Sul e Sandwich do Sul

### Ilhas do Chile no Atlântico Sul
- Território chileno da Ilha da Terra do Fogo (localizada na passagem do Atlântico Sul para o Oceano Pacífico).

Área: 29 484 km2

### Ilhas da África do Sul no Atlântico Sul

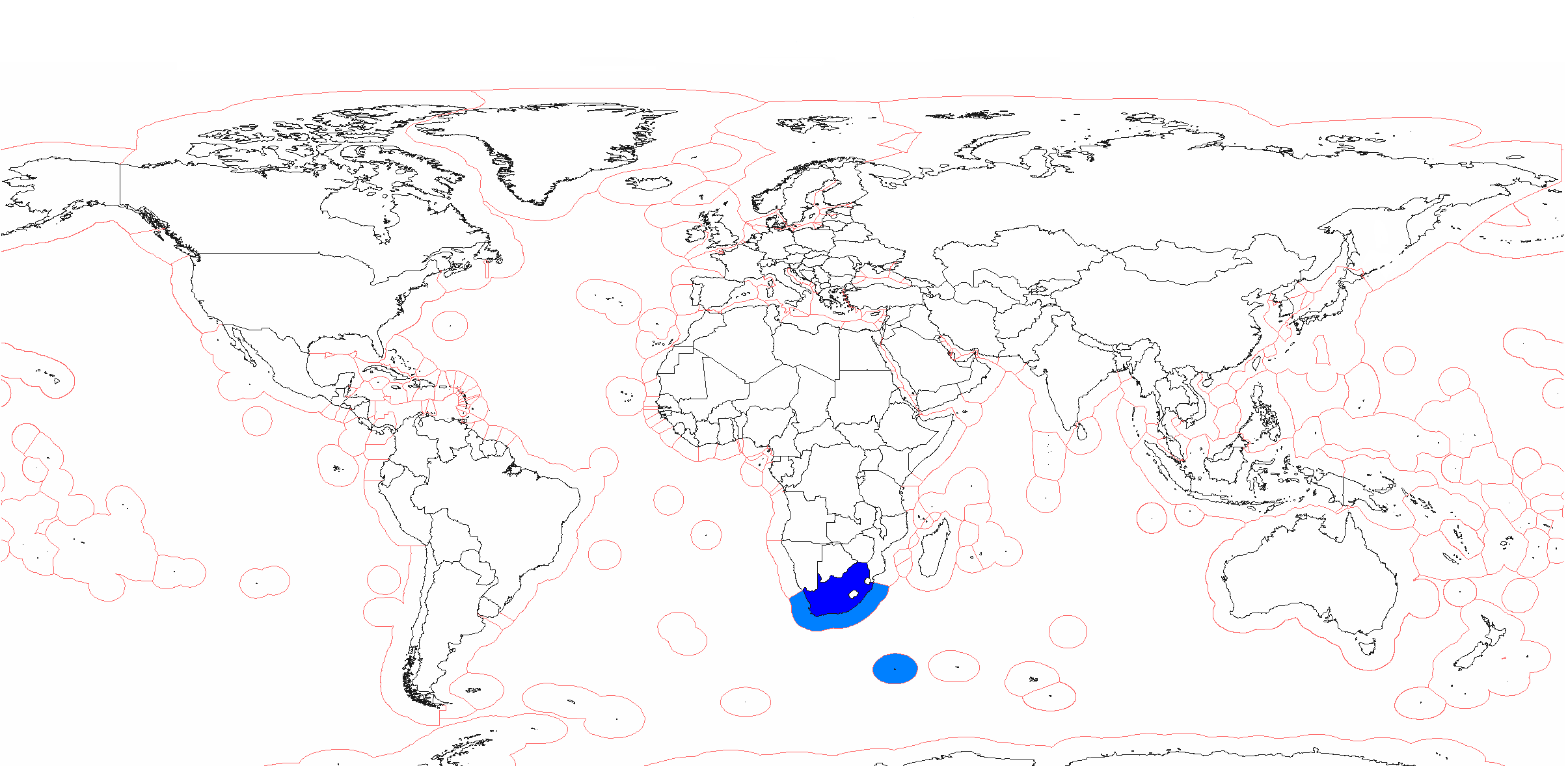
Zona Econômica Exclusiva da África do Sul

- Ilhas do Príncipe Eduardo (localizada na passagem do Atlântico Sul para o Oceano Índico)

Área: 317 km²
Zona Econômica Exclusiva: 466 879 km²

### Ilhas da Guiné Equatorial no Atlântico Sul
- Bioko Área: 2 018 km².
- Ano Bom Área: 17,5 km².

Zona Econômica Exclusiva total da Guiné Equatorial: 303 509 km²

## Possessões coloniais de países europeus no Atlântico Sul

### Ilhas do Reino Unido no Atlântico Sul

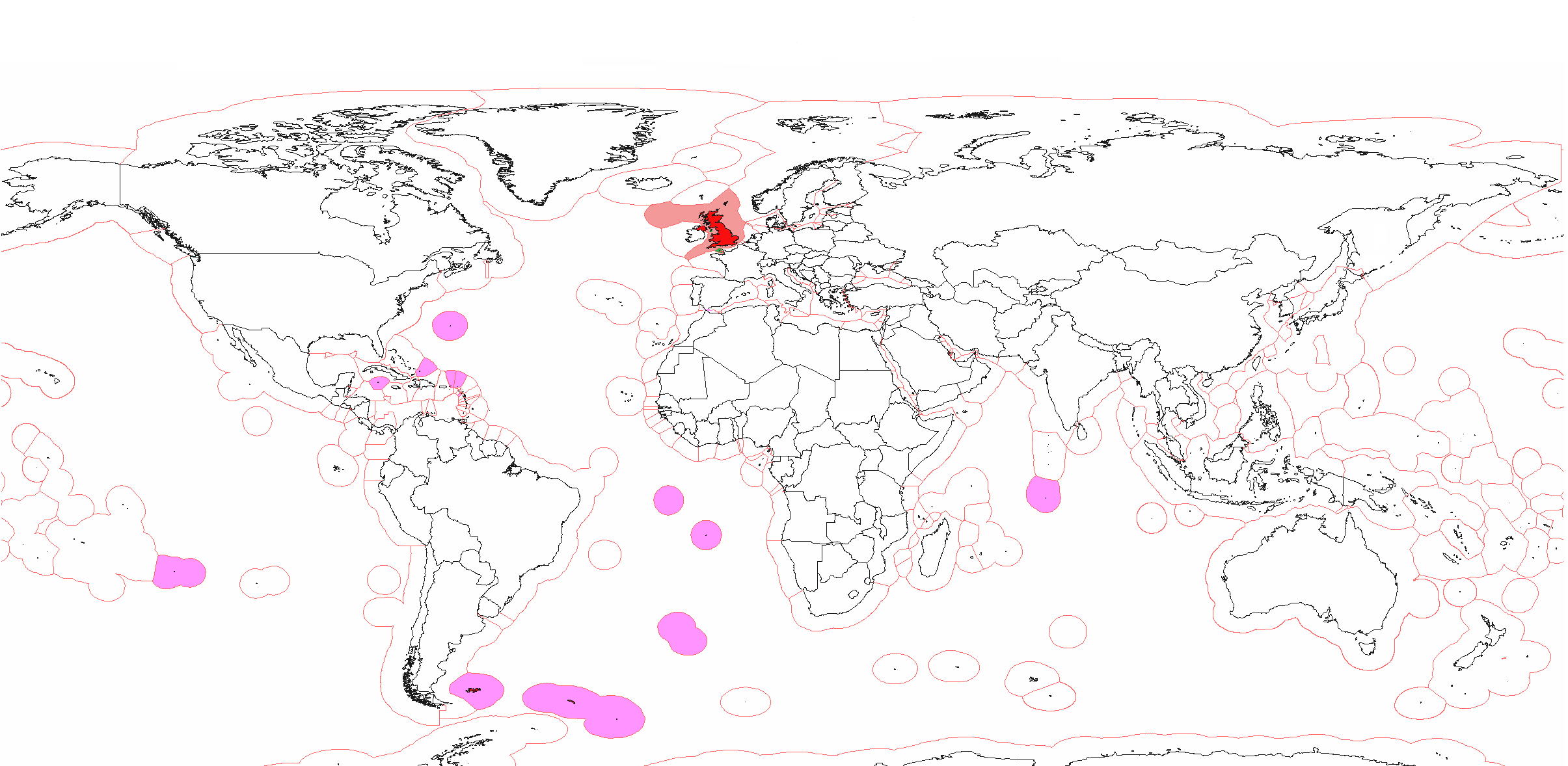
Zona Econômica Exclusiva do Reino Unido.

- Ilha de Santa Helena 446 616 km².
- Ilha de Ascensão 443 844 km².
- Ilha de Tristão da Cunha Área: 207 km². Zona Econômica Exclusiva:  749 612 km²
- Ilha Inacessível incluída no arquipélago de Tristão da Cunha
- Ilha de Gonçalo Álvares (em inglês Gough Island) incluída no arquipélago de Tristão da Cunha
- Malvinas Área: 12 173 km²
- Ilhas Geórgia do Sul e Sandwich do Sul

Área total: 3 903 km²

### Ilhas da Noruega no Atlântico Sul

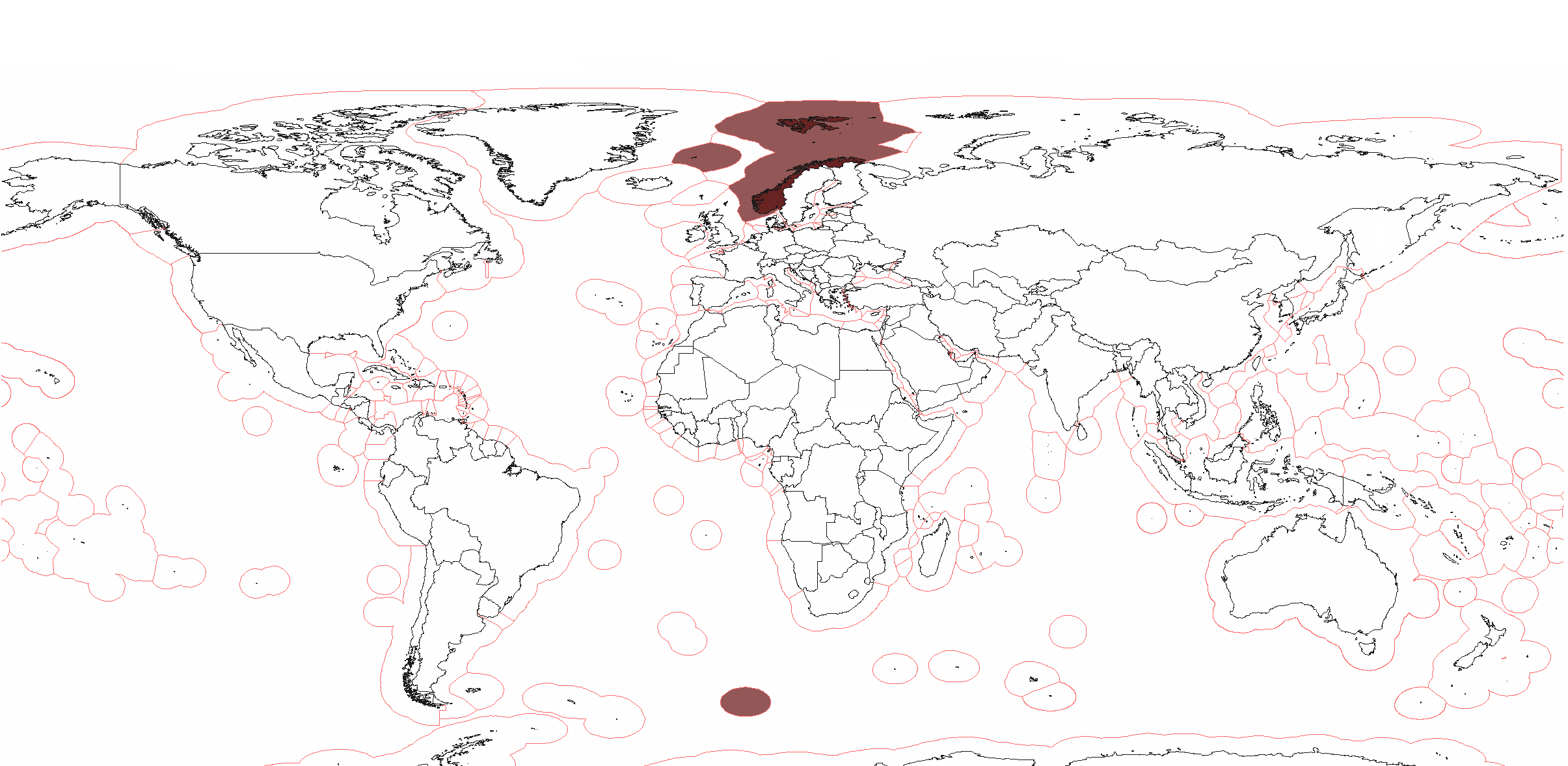
Zona Econômica Exclusiva da Noruega, incluindo a Ilha Bouvet

- Ilha Bouvet (esta ilha é considerada desabitada, ou não habitada permanentemente, embora tenha a presença de uma missão científica norueguesa permanente)

Área: 49 km²
Zona Econômica Exclusiva em torno das Ilhas Bouvet: 436 004 km²

## Ilhas do Atlântico Sul disputadas
Além das já citadas disputas pela soberania das Ilhas Malvinas e das Ilhas Geórgia do Sul e Sandwich do Sul, a Argentina e Inglaterra reclamam a posse das Ilhas Órcades do Sul. A diferença, neste caso, é que a disputa por estas ilhas está congelada pelo Tratado da Antártida de 1959.